# Elecciones estatales extraordinarias de Chihuahua de 1984
Las Elecciones estatales extraordinarias de Chihuahua de 1984 se llevaron a cabo el domingo 1 de abril de 1984, y en ellas se renovaron los siguientes cargos de elección popular:
- 2 Ayuntamientos. Compuestos por un presidente municipal y regidores, electos para un periodo de dos años y cinco meses no reelegibles para el periodo inmediato.[1]

Las elecciones se realizaron luego de que después de diversas impugnaciones presentadas por el Partido Revolucionario Institucional en contra de la victoria obtenida por el Partido Acción Nacional en la elecciones ordinarias, estas fueran finalmente anuladas por el Congreso de Chihuahua. En un inicio el PAN había obtenido las respectivas constancias de  mayoría en su favor, sin embargo estas fueron retiradas luego de que las elecciones fueran anuladas ante lo cual el Congreso del Estado formó dos consejos municipales que gobernarían dichos ayuntamientos en tanto se realizaban las elecciones extraordinarias.
En diciembre, el Congreso del Estado fijó el 1 de abril de 1984 como la fecha para la realización de estas elecciones extraordinarias.

## Resultados electorales

### Ayuntamientos

#### Ayuntamiento de Nuevo Casas Grandes
|  | 10.78 % |

|  | 70.59 % |

|  | 18.63 % |

|  | 100.00 % |

#### Ayuntamiento de Madera
|  | 36.43 % |

|  | 63.05 % |

|  | 0.52 % |

|  | 100.00 % |

## Impugnaciones
Luego de que se realizaran las elecciones extraordinarias, el PAN impugnó los resultados del Municipio de Madera aunque la impugnación fue rápidamente desechada la comisión electoral del Congreso de Chihuahua. Los funcionarios elegidos, tomaron protesta el 18 de mayo de ese mismo año.